# HMS M19
«М19» (англ. HMS M19) був монітор типу M15 . 

## Конструкція
Призначений для обстрілів берегових цілей, в якості основного озброєння «М19» отримав одну 9,2-дюймову гармату Mk X, яка зберігалася як запасна для крейсера типу "Едгар" HMS Edgar.  Крім того, на моніторі встановили 76,2-мм гармату, а також 57-міліметрову зенітку. Корабель мав два двигуни потрійного розширення потужністю 320 кінських сил кожен шведської фірми «Боліндерс». Екіпаж монітора складався з шістдесяти дев'яти офіцерів та матросів. 

## Перша світова війна
«М19» служив у Середземномор'ї з липня по грудень 1915 року. Брав участь у Дарданелльській операції. Після вступу у війну на боці Центральних держав Болгарії, у жовтні 1915 року брав участь у обстрілах егейського узбережжя держави.    
4 грудня 1915 року корабель був сильно пошкоджений вибухом основної гармати, загинуло двоє членів екіпажу, поранено шестеро.   
Корабель не повернувся до Великої Британії, а був виведений  зі складу флоту на Мудросі в 1919 році. 

## Мирна служба
«М19» був проданий 12 травня 1920 року для цивільного використання як нафтовий танкер і перейменований у "Delapan" (числівник «вісім» малайською). 